# Monte Guglielmo
Der Monte Guglielmo (Dialekt: Gölem) ist ein Berg in der Lombardei im Norden Italiens nahe dem Iseosee mit 1957 Metern Höhe über dem Meeresspiegel. Er befindet sich in den Voralpen von Brescia.
Auf dem Gipfel steht eine Christus geweihte Kapelle und daneben die überlebensgroße Bronzestatue des Papstes Paul VI. Von hier aus bietet sich ein guter Blick auf den Iseosee und die Ortlergruppe.
Der Berg ist auch für weniger geübte Bergsteiger gut von Croce di Marone aus (1161 m) in rund 2,5 Stunden zu besteigen. Er ist über Zone (664 m) oder von Marone (189 m) aus zu begehen. Bis zum Gipfel gibt es gut begehbare und ausgeschilderte Wege. Alle Wege sind mit dem Mountainbike zu befahren, jedoch nur für gut trainierte Radfahrer zu empfehlen. Alle Wege sind mit bergerfahrenen Pferden zu bereiten.